# Bronisław Wrocławski
Bronisław Stefan Wrocławski (ur. 31 sierpnia 1951 w Łodzi) – polski aktor teatralny, filmowy i telewizyjny, pedagog.

## Życiorys
Absolwent Wydziału Aktorskiego PWSFTviT im. Leona Schillera w Łodzi (1973). Zawodowo związany z Teatrem im. Stefana Jaracza w Łodzi, gdzie do jego największych osiągnięć należy gra w trzech monodramach Erica Bogosiana: Seks, prochy & rock’n’roll, Czołem wbijając gwoździe w podłogę i Obudź się i poczuj smak kawy, których reżyserem jest Jacek Orłowski.
W latach 1996–2002 i 2008–2012 dziekan Wydziału Aktorskiego Państwowej Wyższej Szkoły Filmowej, Telewizyjnej i Teatralnej im. Leona Schillera w Łodzi.

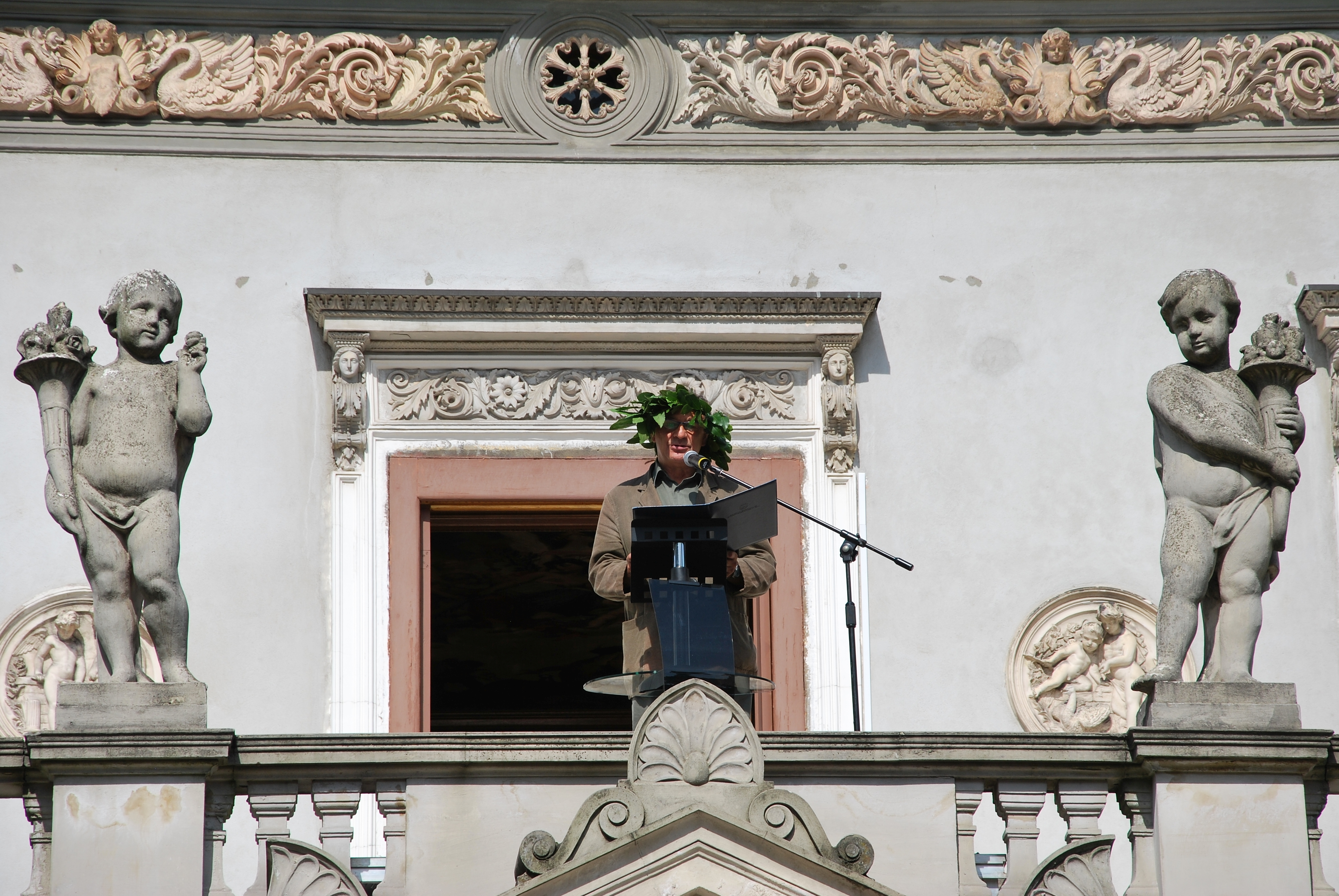
Narodowe czytanie Quo vadis

## Ordery i odznaczenia
- Krzyż Kawalerski Orderu Odrodzenia Polski (2013)
- Złoty Krzyż Zasługi (dwukrotnie: 1999, 2003)
- Medal 100-lecia Odzyskania Niepodległości (2018)[1]
- Złoty Medal „Zasłużony Kulturze Gloria Artis” (27 września 2023)[2]
- Srebrny Medal „Zasłużony Kulturze Gloria Artis” (5 października 2016)[2]
- Brązowy Medal „Zasłużony Kulturze Gloria Artis” (31 sierpnia 2006)[2]
- Medal Pro Publico Bono im. Sabiny Nowickiej (2009)[3]
- Honorowa Odznaka Miasta Łodzi (1980)
- Odznaka „Za Zasługi dla Miasta Łodzi” (1997)

## Filmografia
- 1977: Tańczący jastrząb – obsada aktorska
- 1984: Vabank II, czyli riposta – jako Edward Sztyc
- 1985: Spowiedź dziecięcia wieku – jako ksiądz Mercanson
- 1985: Sezon na bażanty – jako redaktor Marek Czepek
- 1985: Nie bój się – jako ksiądz
- 1985: Klatka
- 1985: Gra w ślepca – jako lekarz
- 1985: Ga, ga. Chwała bohaterom – jako strażnik więzienny
- 1986: Prywatne śledztwo – jako właściciel warsztatu
- 1986: Na kłopoty… Bednarski – jako Schodorowski, sekretarz Wagnera (odc. 2)
- 1986: Dzieci śmieci – jako ojciec Witka
- 1987: Pantarej – jako psycholog Godecki
- 1987: Kingsajz – jako Pycio, krasnal Kilkujadka
- 1988: Powrót do Polski – jako major Stanisław Taczal
- 1989: Sceny nocne – jako Horodyski
- 1989: Gdańsk 39 – jako ambasador w Gdańsku, gość na obiedzie Burchardta
- 1989: Bal na dworcu w Koluszkach – jako Baranowski
- 1990: Zabić na końcu – jako kierownik Wojaczek
- 1990: W środku Europy – jako porucznik MO
- 1990: Rozmowy o miłości – jako Jerry, partner Ewy
- 1990: Napoleon – jako mężczyzna w salonie Zimmera (odc. 2)
- 1993: 20 lat później – jako Stefan Hauser, ojciec Moniki i Wolfa
- 1993–1994: Bank nie z tej ziemi – jako Henryk
- 1995: Tato – jako adwokat Ewy
- 1995: Gracze – jako Stockman, szef grupy Mossadu
- 1997: Księga wielkich życzeń – jako lekarz
- 1998: Sto minut wakacji – jako kierownik redakcji, szef taty Piotrka
- 1998–1999: Co cię znów ugryzło? – obsada aktorska
- 1999: Sto minut wakacji (serial) – jako kierownik redakcji, szef taty Piotrka
- 2000: To my – jako burmistrz Zdrojewski, ojciec „Widelca”
- 2000: Na dobre i na złe – jako brat Andrzej Zach, st. zboru Świadków Jehowy (17)
- 2000–2001: Miasteczko – jako Igor Tarnawski
- 2002: Wiedźmin – jako Istredd (odc. 5)
- 2003–2005: Sprawa na dziś – jako Henryk Wyrzykowski, ojciec Anny
- 2003: Psie serce – jako Michael Kalaf (odc. 11)
- 2003: Magiczne drzewo – jako reżyser serialu „Szczęśliwa ulica” (odc. 3)
- 2003: M jak miłość – jako Roman Lasota
- 2003: Ciało – 2 role: jako Marian Tuleja; Piotr West
- 2004: Pensjonat pod Różą – jako Olek Dudera (odc. 14, 15, 30 i 32)
- 2004: Kryminalni – jako Jan Kucharski „Kucharz” (odc. 7)
- 2005–2006: Warto kochać – jako Cezary Horoszewicz
- 2005: Magda M. – jako Maurycy Zakrzewski (odc. 4 i 6)
- 2006: Francuski numer – jako Kurowski
- 2006: Bezmiar sprawiedliwości – Kocki
- 2006: Bezmiar sprawiedliwości – Kocki (odc. 2 i 4)
- 2006: Dublerzy – jako Luciano Gambini
- 2006: Dublerzy (serial) – jako Luciano Gambini
- od 2007: Barwy szczęścia – jako Jerzy Marczak
- 2008: Stary człowiek i pies – jako producent filmowy
- 2008: Niezawodny system – jako lekarz
- 2009: Idealny facet dla mojej dziewczyny – jako ojciec Leon
- 2009: Niebo, piekło... ziemia – jako Rudolf, partner Klary
- 2009: Rewers – jako Barski, dyrektor wydawnictwa „Nowina”
- 2009: Rajskie klimaty – jako Cezary Horoszewicz
- 2009: Ojciec Mateusz – 2 role: jako Paweł Węgrzyniak; Piotr Węgrzyniak (odc. 23)
- 2010: Cudowne lato – jako Gadowski
- 2010: Belcanto – jako dyrektor cyrku
- 2010: Hotel 52 – jako Jerzy Górski, wuj Artura (odc. 23 i 25)
- 2011: Komisarz Rozen – jako Szwarc
- 2012: Komisarz Alex – jako Bronisław Pancer (odc. 20)
- 2012: Paradoks – jako prokurator Robert Maliński (odc. 7)
- 2013: Czas honoru – jako Blachnitzky (odc. 72–74 i 76)
- 2013: Piąty Stadion – jako Radosław, brat Bernarda (odc. 64, 68 i 72)
- 2013: Jaskółka – jako Henio „Prorok”
- 2014: Prawo Agaty – jako doktor Grzegorz Garda (odc. 70)
- 2016–2017: Pierwsza miłość – jako Bogumił Leszczyński vel Wiktor Sławojski
- 2017: Listy do M. 3 – jako Stefan
- 2017: 101 – jako generał Nikołaj Wladimirowicz Ruzski
- 2017: 1914 – obsada aktorska
- 2018: Ojciec Mateusz – jako Surma vel Buciaruk (odc. 254)
- 2020: 365 dni – jako Mario
- 2022: Ojciec Mateusz – jako Wiesław Zalewski, ojciec Laury (odc. 361)
- 2022: Gorzko, Gorzko! – jako ksiądz
- 2022: Bejbis – jako dziadek Jan
- 2022: Zołza – Lucjan Sałata, ojciec Anny
- 2024: Będziemy mieszkać razem – Piotr Lipiński, mąż Magdy

## Spektakle Teatry TV
- 1974: Patron dla bocznej ulicy – syn Ścibora
- 1978: Pojedynek – oficer
- 1979: Czerwone róże dla mnie
- 1980: Colas Breugnon
- 1982: Rodzina Lubawinów – Makar
- 1984: Kontekst – Galano
- 1987: Sprawa Christowa – Bonczew
- 1988: Tamten – Horn
- 1989: Cyganeria Warszawska – Ryszard
- 1990: Jan Maciej Karol Wścieklica - Mlaskander
- 1990: Kto zabił Łucję Verane – Nadkomisarz-głos
- 1990: Montserrat – Aktor
- 1990: Proszę mnie wypuścić – Bułhakow
- 1990: Śmierć – Kleinmann
- 1991: Blitwo, ojczyzno moja
- 1991: Restauracja – Malarz
- 1991: Wiosenne szachrajstwa – Tata Michała
- 1992: Dożywocie – Leon
- 1992: Gościna – Socyn
- 1992: Piękni dwudziestoletni
- 1992: Rozmowa z diabłem – Luter
- 1992: Sąd nad Brzozowskim – gospodarz
- 1992: Zaproszenie na egzekucję
- 1993: Szelmostwa lisa Witalisa
- 1994: Adam i Ewa – Adam
- 1994: Od szóstej do szóstej – George
- 1995: Car Mikołaj – Wowa
- 1995: Coś do ukrycia – Howard Holt
- 1995: Gdzie jest Hosi? – Maurycy
- 1995: Hernani – Książę Gotha
- 1995: Madame Molier – Żebrak
- 1995: Ścieżki chwały – Kapitan Charpentier
- 1996: Gry przedmałżeńskie – Kuzyn Andrew
- 1996: Komedia amerykańska – Hrabia
- 1996: Przygody Pędrka Wyrzutka – Subiekt, Archilides, Uczony I
- 1997: Dziennikarze – Kevin
- 1997: Historia o ptaku Cis – Gruby Szef
- 1998: Drzewo – Inżynier
- 1998: Młodość bez młodości – Monroe
- 1999: Woyzeck – Tamburmajor
- 2000: Numery – D.
- 2008: Seks, prochy i rock and roll

## Dubbing
- 2019: Togo – Leonhard Seppala
- 2004: Pinokio, przygoda w przyszłości – Szlamboli

## Nagrody i wyróżnienia
- 1988: nagroda kierownika Wydziału Kultury i Sztuki Urzędu Wojewódzkiego w Łodzi
- 1990: nagroda jury oraz nagroda Wojewódzkiego Porozumienia Związków Zawodowych na XIV WROSTJA we Wrocławiu za spektakl Moje listy do władz wg Michaiła Bułhakowa
- 1993: nagroda aktorska za rolę w sztuce Tutam w Teatrze Powszechnym w Łodzi na XXVIII OPTMF w Szczecinie
- 1993: Grand Prix na XXXIII KST w Kaliszu za wybitną kreację sceniczną i klasę kunsztu aktorskiego w sztuce Tutam w Teatrze Powszechnym w Łodzi
- 1994: Grand Prix na III Konkursie Teatrów Ogródkowych w Warszawie za rolę w sztuce Tutam
- 1996: nagroda indywidualna na XXXVI KST w Kaliszu za rolę Wiktora w spektaklu Przyszedł mężczyzna do kobiety Złotnikowa w Teatrze Powszechnym w Łodzi
- 1996: „Złota Maska” – nagroda łódzkich dziennikarzy za rolę Wiktora w spektaklu Przyszedł mężczyzna do kobiety Złotnikowa w Teatrze Powszechnym w Łodzi
- 1997: „Srebrny Pierścień” – nagroda Wydziału Kultury i Sztuki Urzędu Miejskiego w Łodzi
- 1998: Grand Prix (Wielka Nagroda Publiczności); Nagroda Dyrektora Oddziału Telewizji Polskiej za wybitną kreację aktorską; Nagroda Wojewody Szczecińskiego na XXXIII Ogólnopolskim Przeglądzie Małych Form Kontrapunkt'98 w Szczecinie
- 1998: nagroda na XXXVIII KST w Kaliszu – za rolę w monodramie Seks, prochy i rock and roll
- 2002: nagroda aktorska na II Festiwalu Dramaturgii Współczesnej w Zabrzu za monodram Seks, prochy i rock and roll z Teatru im. Stefana Jaracza w Łodzi
- 2008: Nagroda Publiczności „Karnawałowa Maska” na I Katowickim Festiwalu Teatralnym „Karnawał Komedii”
- 2009: Nagroda za rolę męską w kategorii Teatru Polskiego Radia na IX Festiwalu Teatru Polskiego Radia i Teatru Telewizji Polskiej „Dwa Teatry” w Sopocie za rolę w słuchowisku Mały światek Sammy Lee
- 2009: Nagroda Marszałka Województwa Łódzkiego
- 2010: Nagroda Miasta Łodzi[4]
- 2010: „Złota Maska” dla najlepszego aktora za rolę Iwana Iljicza w spektaklu Śmierć Iwana Iljicza w reż. J. Orłowskiego
- 2010: „Złoty Miedziak” w kategorii najlepszy na XII Polkowickich Dni Teatru aktor za poruszającą rolę człowieka zagubionego we współczesności w monodramie Obudź się i poczuj smak kawy w reż. J. Orłowskiego
- 2014: łódzka „Złota Maska” za najlepszą rolę męską w sezonie 2013/2014 za rolę Boga w spektaklu Boże mój! Anat Gov na scenie Teatru im. Stefana Jaracza w Łodzi
- 2023: Nagroda Specjalna za dotychczasową pracę artystyczną na I Festiwalu Sztuki Aktorskiej „Teatropolis” w Łodzi